# Frank M. Dixon
Pour les articles homonymes, voir Frank Dixon et Dixon.
Frank Murray Dixon, né le 25 juillet 1892 et mort le 11 octobre 1965, est un homme politique démocrate américain. Il est gouverneur de l'Alabama entre 1939 et 1943.